# مارك برايس (ممثل)
مارك برايس (بالإنجليزية: Marc Price)‏ هو ممثل أمريكي، ولد في 23 فبراير 1968 بنيوجيرسي في الولايات المتحدة.

## أعمال

### مسلسلات
- روابط عائلية

## وصلات خارجية
- مارك برايس على موقع IMDb (الإنجليزية)
- مارك برايس على موقع قاعدة بيانات الفيلم (الإنجليزية)